# Always (chanson de Blink-182)
Pour les articles homonymes, voir Always.
Singles de Blink-182
Down
(2004) Not Now
(2005)
Pistes de Blink-182
Asthenia
(09) Easy Target
(11)
Always est une chanson du groupe Blink-182 qui apparaît sur l'album Blink-182. Sa version single est sortie le 1er novembre 2004.

## Liste des pistes
| Always | Always                             | Always    | Always | Always | Always | Always | Always | Always | Always |
| No     | Titre                              | Auteur    | Durée  |        |        |        |        |        |        |
| ------ | ---------------------------------- | --------- | ------ | ------ | ------ | ------ | ------ | ------ | ------ |
| 1.     | Always                             | Blink-182 | 4:12   |        |        |        |        |        |        |
| 2.     | I Miss You (Live à Minneapolis)    | Blink-182 | 3:58   |        |        |        |        |        |        |
| 3.     | The Rock Show (Live à Minneapolis) | Blink-182 | 3:08   |        |        |        |        |        |        |
| 11:18  |                                    |           |        |        |        |        |        |        |        |

## Clip
Le clip montre le groupe dans un appartement portant le numéro 182 en train de flirter avec une femme jouée par la chanteuse australienne Sophie Monk. Un important travail visuel a été fait pour ce clip. Il a été tourné en plusieurs fois qui apparaissent à l'écran sous forme de trois bandes horizontales, ce qui permet de faire chevaucher les différentes parties des membres du groupe, dans des lieux parfois différents.

## Collaborateurs
- Tom DeLonge — Chant, Guitare
- Mark Hoppus — Chant, Basse
- Travis Barker — Batterie